# VI. Strafsenat des Reichsgerichts
Der VI. Strafsenat des Reichsgerichts war ein Spruchkörper des Reichsgerichts. Es handelte sich um einen der bis zu sechs gezählten Senate, die sich mit Strafsachen befassten.
Erstmals errichtet wurde der Senat am 15. April 1921. Er bestand für zwei Jahre, sein Präsident war Paul Richter.
Zum zweiten Mal errichtet wurde er am 8. Juli 1933 bei gleichzeitiger Auflösung des VIII. Zivilsenats als „halber“ Staatsschutzsenat: Zum einen teilte er sich mit dem 4. und 5. Strafsenat die erstinstanzliche Zuständigkeit für Hoch- und Landesverrat (Buchstaben A bis D sowie T bis Z), zum andern war er Rechtsmittelinstanz für die Oberlandesgerichte Dresden, Königsberg, Marienwerder und Stettin. Aufgelöst wurde er 1934 im Zusammenhang mit der Schaffung des Volksgerichtshofs.
Erneut bestand der von 1935 bis 1938 und schließlich ab 1939/40, nun als Rechtsmittelinstanz für die österreichischen Oberlandesgerichte Graz, Innsbruck, Linz und Wien (letzter Senatspräsident 1943–45: Friedrich Döbig).